# Municipi de Frederiksberg
El municipi de Frederiksberg és un municipi danès situat al nord-est de l'illa de Sjælland, completament envoltat pel municipi de Copenhaguen, abastant una superfície de 8,77 km², que el fan el més petit del país, però al mateix temps és el cinquè el població i que presenta una densitat més gran. Amb la Reforma Municipal Danesa del 2007 va passar a formar part de la Regió de Hovedstaden, però no va ser afectat territorialment. Originàriament no era envoltat pel municipi de Copenhaguen, però quan el 1901 els petits municipis del voltant van ser annexionats a la capital va esdevenir un enclavament.

## Consell municipal
Resultats de les eleccions del 18 de novembre del 2009:
| Partit                             | vots  | % vots |
| ---------------------------------- | ----- | ------ |
| Socialdemokratiet                  | 9875  | 19,7   |
| Det Radikale Venstre               | 2982  | 5,9    |
| Det Konservative Folkeparti        | 19949 | 39,7   |
| Kaos(TV)-Listen                    | 35    | 0,1    |
| Vores Frederiksberg                | 77    | 0,2    |
| Socialistisk Folkeparti            | 9212  | 18,4   |
| Liberal Alliance                   | 167   | 0,3    |
| Kristendemokraterne                | 59    | 0,1    |
| Nihilistisk Folkeparti             | 120   | 0,2    |
| Dansk Folkeparti                   | 1794  | 3,6    |
| Veteran Partiet                    | 17    | 0,0    |
| Venstre                            | 2719  | 5,4    |
| Enhedslisten - De Rød-Grønne       | 3158  | 6,3    |
| Dommedagslisten(Borgerl.Kaosliste) | 35    | 0,1    |

### Alcaldes
| Alcalde         | Període                | Partit                      |
| --------------- | ---------------------- | --------------------------- |
| Mads Lebech     | 1-1-2007 a 15-1-2009   | Det Konservative Folkeparti |
| Jørgen Glenthøj | 15-1-2009 a 31-12-2009 | Det Konservative Folkeparti |
|                 | 1-1-2010 a 31-12-2013  |                             |